# U.S. Route 70
La U.S. Route 70 è una strada statunitense a carattere nazionale che corre da est verso ovest per 3.838 km (2.385 mi) dalla Carolina del Nord all'Arizona.
È una delle maggiori strade est-ovest degli Stati Uniti meridionali e sud-occidentali. In passato andava da costa a costa, con il termine orientale, che c'è tuttora, vicino all'oceano Atlantico nella Carolina del Nord ed il termine orientale vicino all'oceano Pacifico in California.
Prima del completamento del sistema interstatale l'autostrada 70 era chiamata anche la "Broadway d'America" per la sua caratteristica di essere una delle più importanti arterie stradali della nazione.